# Amerikai hópehelyfa
Az amerikai hópehelyfa (Chionanthus virginicus) az olajfafélek (Oleaceae) családjába, a hópehelyfa (Chionanthus)  nemzetségbe tartozó faj.
Fehér virágai hópelyhekre hasonlítanak, neve is innen ered. Az elnevezése a görög chion és anthos szavakból származik. A chion havat, az anthos pedig virágot jelent.
Magyarul hívják még karolinai harangvirágcserjének, ezüstcsengőfának, hópehelyvirágfának is.

## Előfordulása
Az Amerikai Egyesült Államok délkeleti részéről származik, természetes élőhelye Alabama, Arkansas, Delaware, Florida, Georgia, Kentucky, Louisiana, Maryland, Missouri, Mississippi, Észak-Karolina, New Jersey, New York, Ohio, Oklahoma, Pennsylvania, Dél-Karolina, Tennessee, Texas, Virginia, Nyugat-Virginia.
Európában termesztik, kertészetekben árulják, Magyarországon is kapható.

## Megjelenése
Általában 3–6 méter magasra növő, lombhullató cserje, vagy kisebb fa, de a természetben 10 méter magas példányai is megtalálhatóak.
A törzs rövid, de akár több törzzsel is rendelkezhet, így az alakja változó lehet, növekedéstől függően.
Kérge barna, vagy szürke színű, kezdetben sima, majd idővel barázdált lesz.
Vékony, ezért könnyen sérül a külső behatásoktól.
Az ágak gyakran szabálytalanok és görbék, növekedéskor lehajlanak.
A lombkoronája ovális, sűrűsége közepes. Ahol kevesebb a fény, nyitott, míg teljes napfényben sűrű zárt korona alakulhat ki.
Látványos, pehelyszerű, hófehér virágai májustól júniusig nyílnak, még a levélek teljes kizöldülése előtt, és körülbelül két hétig díszítik a fát.
Enyhén illatosak, laza bugájú, lelógó fürtökben nyílnak. Sziromlevelei hosszúkásak, vékonyak, négyfelé osztottak.
A törékeny virágok egyivarúak, 3 cm hosszúságúak, bókoló kocsányúak, 4-6 szálas, keskeny szirmú pártával. A porzós virágok körülbelül 20 cm-esek, a termősek valamivel rövidebbek. A megtermékenyült virágok olívabogyókra hasonlító fürtökké változnak át, melyek késő nyárra sötétfekete színűek lesznek.
Nem lehet a porzós és termős fát megkülönböztetni, annyira hasonlítanak egymásra a virág nélküli fák. Virágzás közben is csak akkor, ha mindkét nem képviselője jelen van, mivel a porzós fa kissé mutatósabb, virágszirmai hosszabbak, de ez az eltérés igen csekély. Legbiztosabban a gyümölcsöt tartalmazó fáról lehet megmondani, hogy a termős fát látjuk. Díszfaként mindkét féle fa szép, a különbség közöttük jelentéktelen.
Levelei fényes sötétzöld színűek (a fonákján matt világoszöldek, enyhén szőrösek), elliptikusak, átellenesek, 20 cm hosszúak és 10 cm szélesek, hegyük rövid, szélük sima, ősszel sárgára színeződnek.
A levelek erezete vékony.
Egyike a legkésőbb levelet hozó fáknak.
Kétlaki növény.

## Életmód
A napos helyeket kedveli (árnyékos helyen gyakran egyáltalán nem virágzik), a szárazságot viszont nehezen viseli, ezért a természetben, nyirkos erdőkben, patakpartokon, mocsarak közelében található meg leggyakrabban.
A semleges vagy enyhén savas, jó vízelvezetésű talajt kedveli, de alkalmazkodó növény, bármilyen talajtípust tolerál, még a legtöbb növény számára gondot jelentő homokos talajt is. A lúgos talajban is megél, de nem növekszik megfelelően.
Különösebb gondozást nem igényel, az öntözést meghálálja, metszeni is csak olyan helyen szükséges, ahol a lelógó ágai zavaróak.
Lassan nő, évente 15-25 centimétert. Kedvező körülményék között élettartama legalább 60 év.
Körülbelül 18 hónap a mag csírázási ideje.
Ha szabadba vetik magjait, csak a második tavasszal fog kikelni a növény.
Téltűrése kiváló, a -20–-25 C°-ot is fagykárosodás nélkül vészeli át. A városi légszennyezést jól tolerálja, járdák és utak mellé is ültethető, gyökerei nem okoznak problémát. Tűzveszélyessége alacsony.
A vörös kardinálispinty, a vörösbegyű kékmadár, a vörhenyes gezerigó, az énekes gezerigó,  a kék szajkó, a kontyos feketeharkály és a vadpulyka a gyümölcsét, míg a fehérfarkú szarvas mind a lombozatot, mind a gyümölcsöket eszi. A gyümölcsök magvait kis rágcsálók fogyasztják.

## Kártevői, betegségei
Jelentősebb kártevője nincsen, ha száraz helyen él, a szúféle bogarak, például a smaragd kőris kéregrontó rágja a törzsét.
Leveleikkel több lepke lárvája táplálkozik, például a Sympistis chionanthi, az amerikai fehér medvelepke (Hyphantria cunea), a Ceratomia undulosa, a Rustic sphinx és a Sphinx kalmiae.
Ha a szárain ovális foltok jelennek meg, akkor pajzstetűvel fertőzött a fa. A tetvek az ágakból a nedvességet szívogatják. Atkák is élősködhetnek rajta. 
Gombás levélfoltok és lisztharmat is megjelenhet, melyekre gombaölő szereket lehet alkalmazni. A fertőzött részeket el kell távolítani.

## Alkalmazása, gyógyhatásai
Az észak-amerikai őslakosok kérgét és gyökerét vágott sebekre, íny- és szemgyulladásra, rándulásra, fogfájás ellen használták. Gyökerének külső részét májerősítőként, valamint epekőre, az ágai kérgét étvágynövelésre, emésztés elősegítésre alkalmazták. Zúzott kérgével fekélyeket, sebeket kezeltek.
Manapság homeopátiás szerként alkalmazzák.

### Hatóanyagai
Glikozidok, szaponinok,
gyűrűs bifeniléterszerű phillyrin (chionanthin, phillyrosid, forsythin).

## Képgaléria

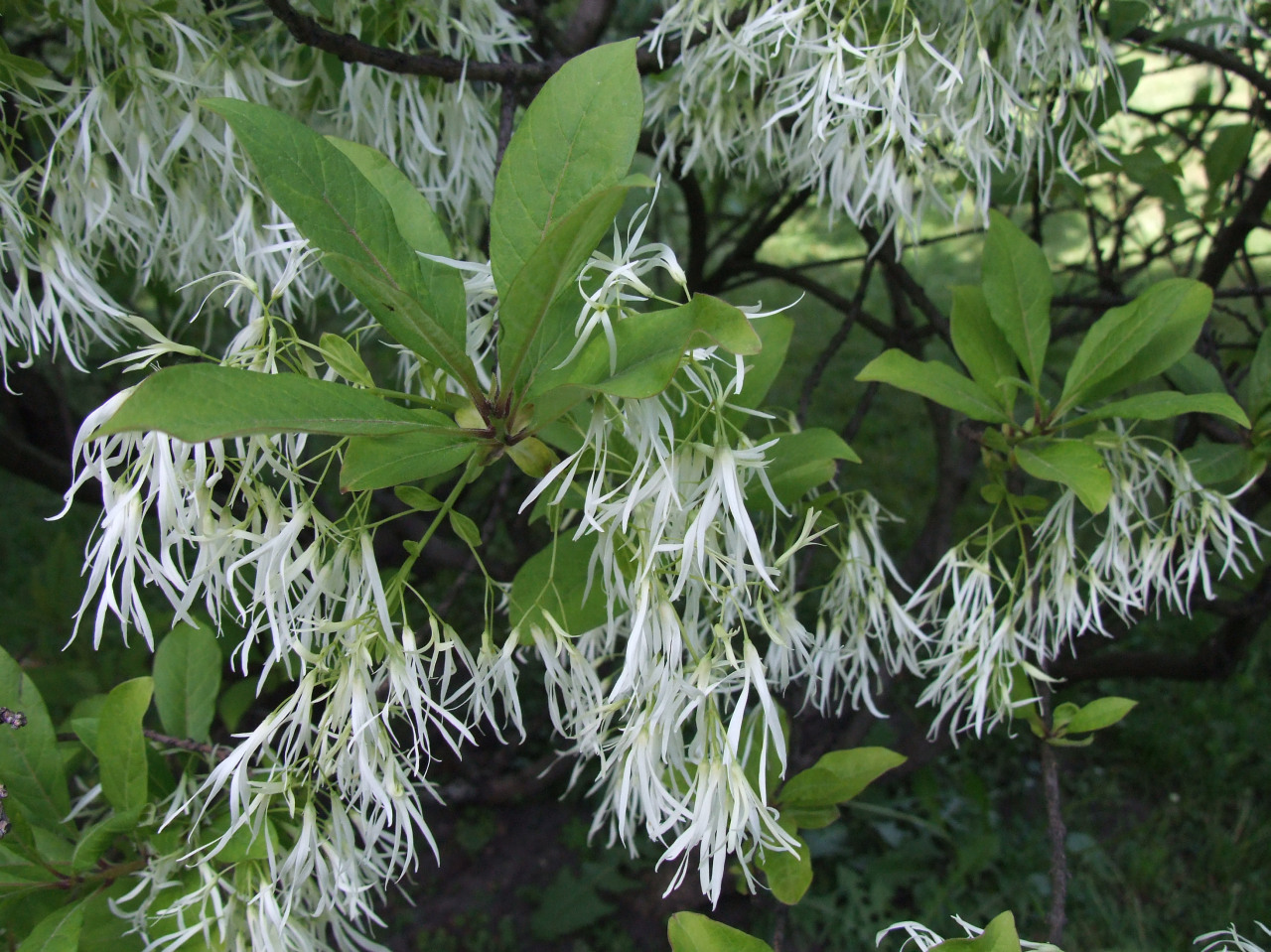
Levelei és virágai
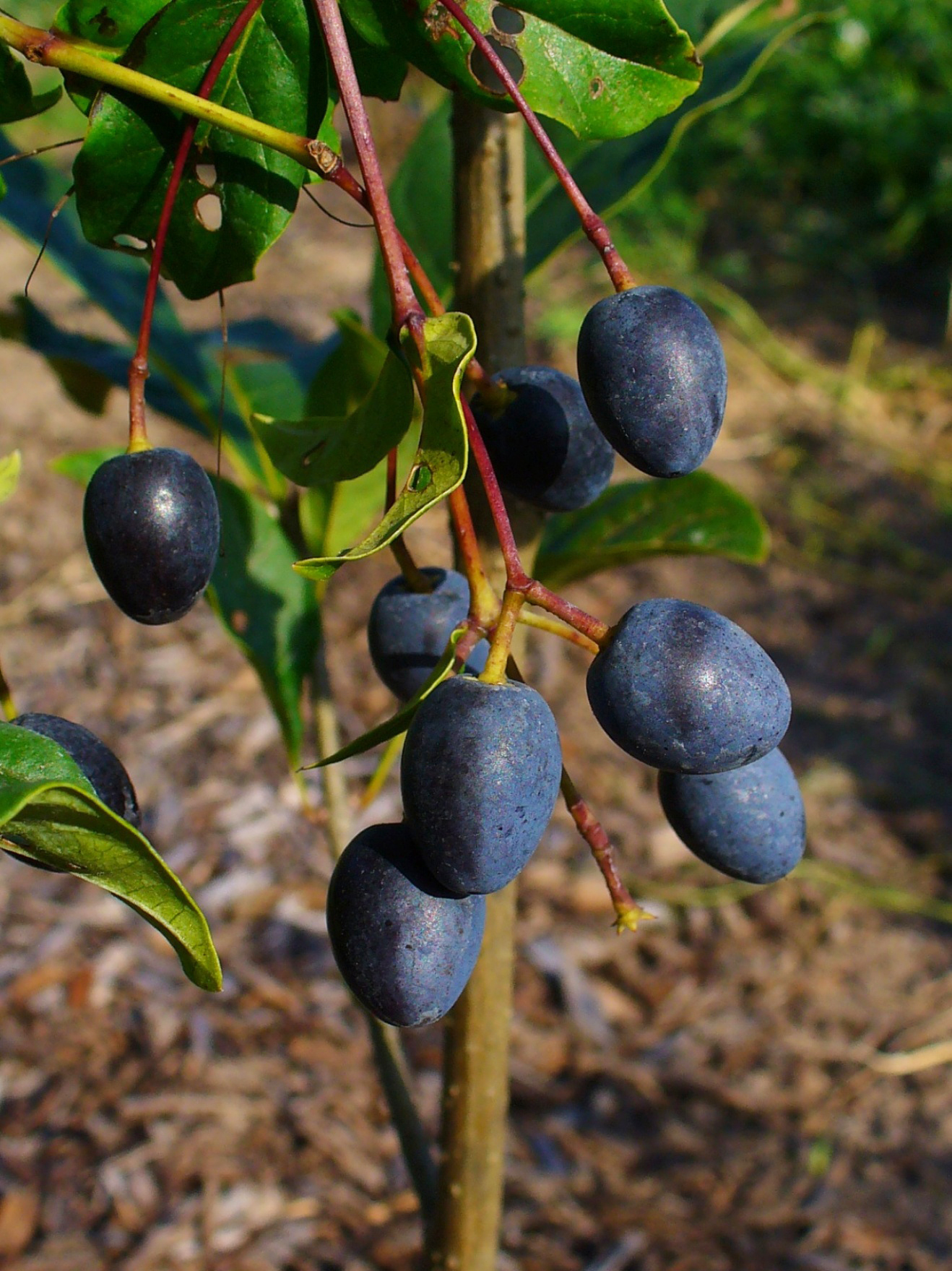
Termései
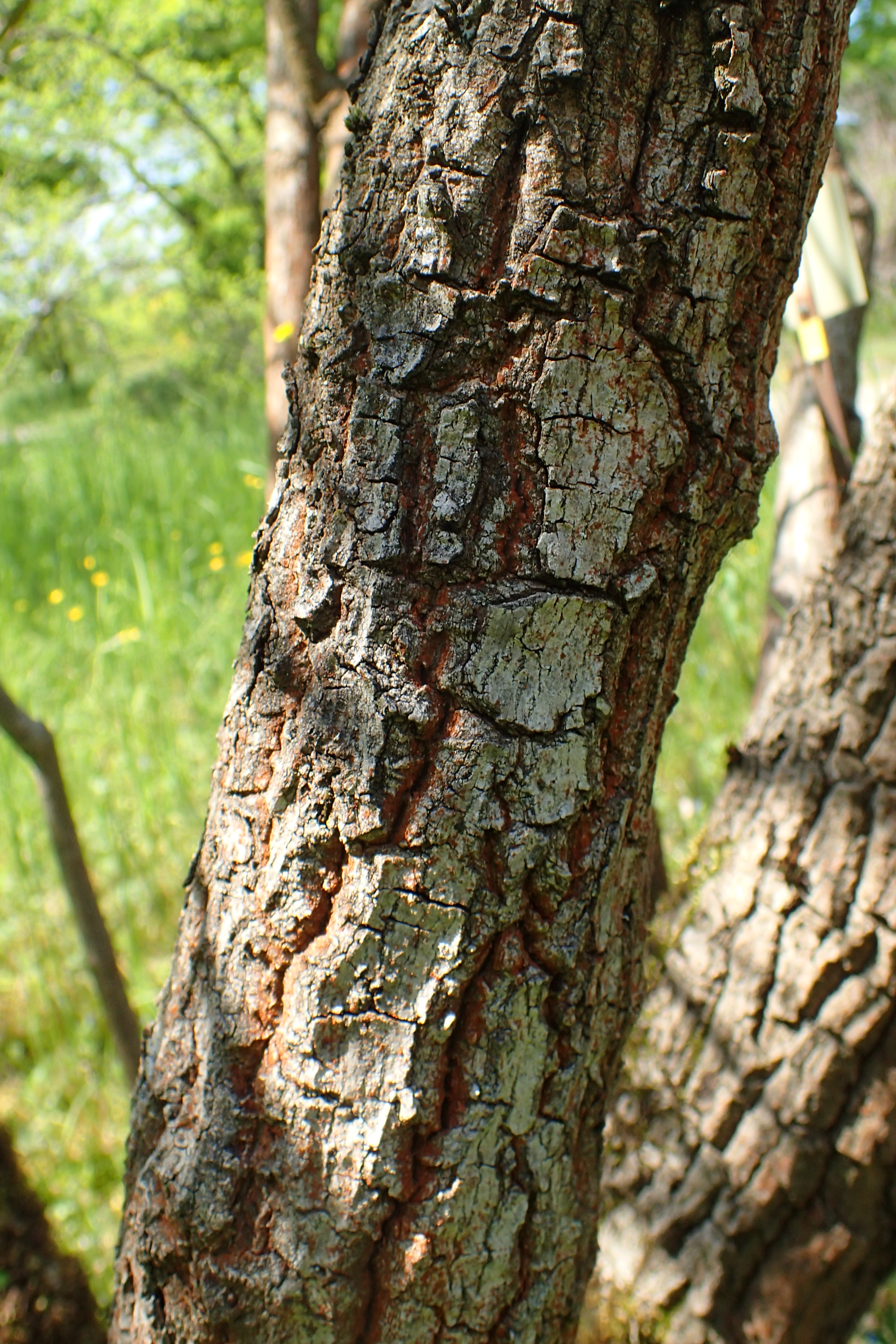
Idősebb példány kérge
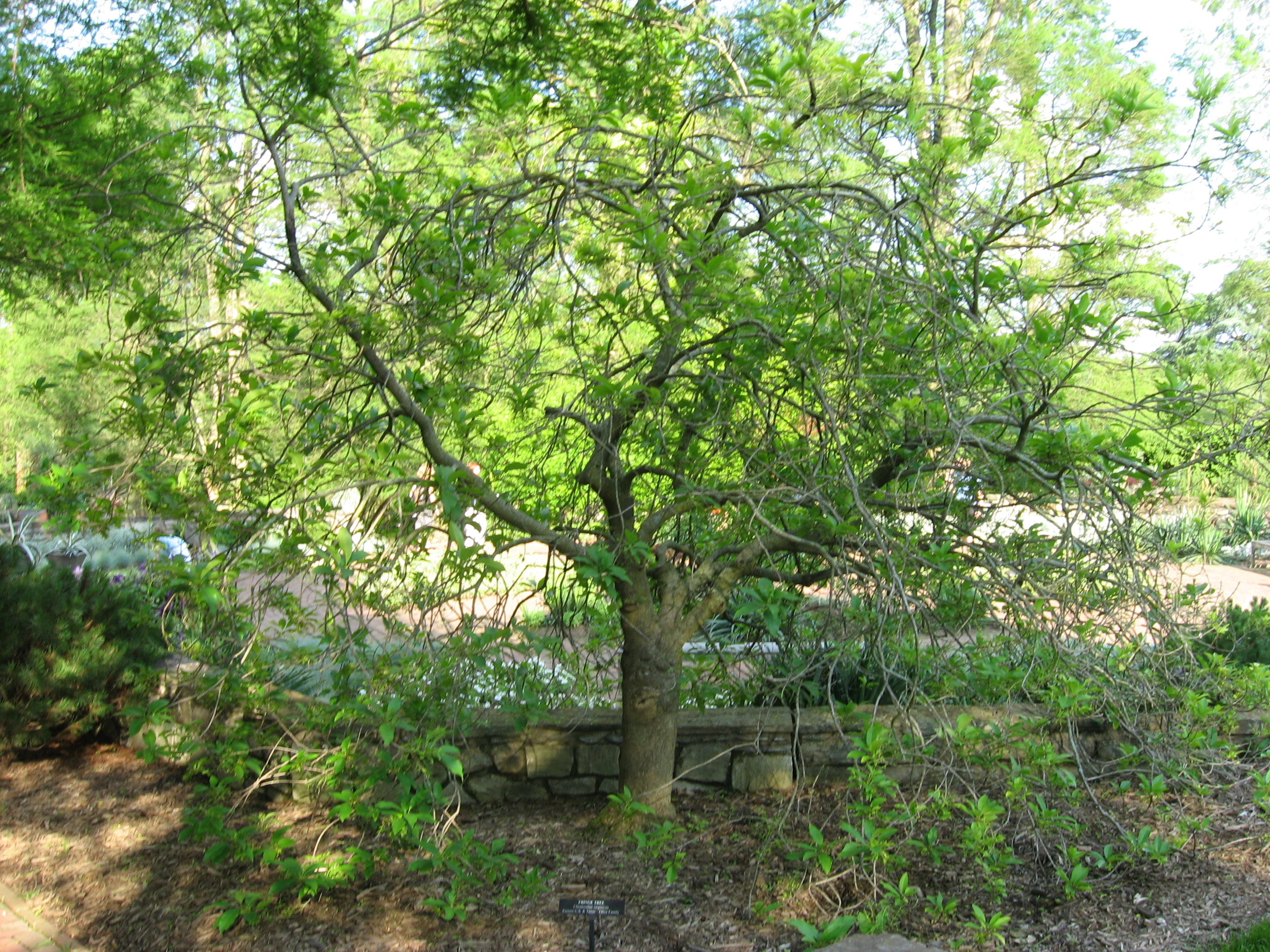
Lehajló ágai
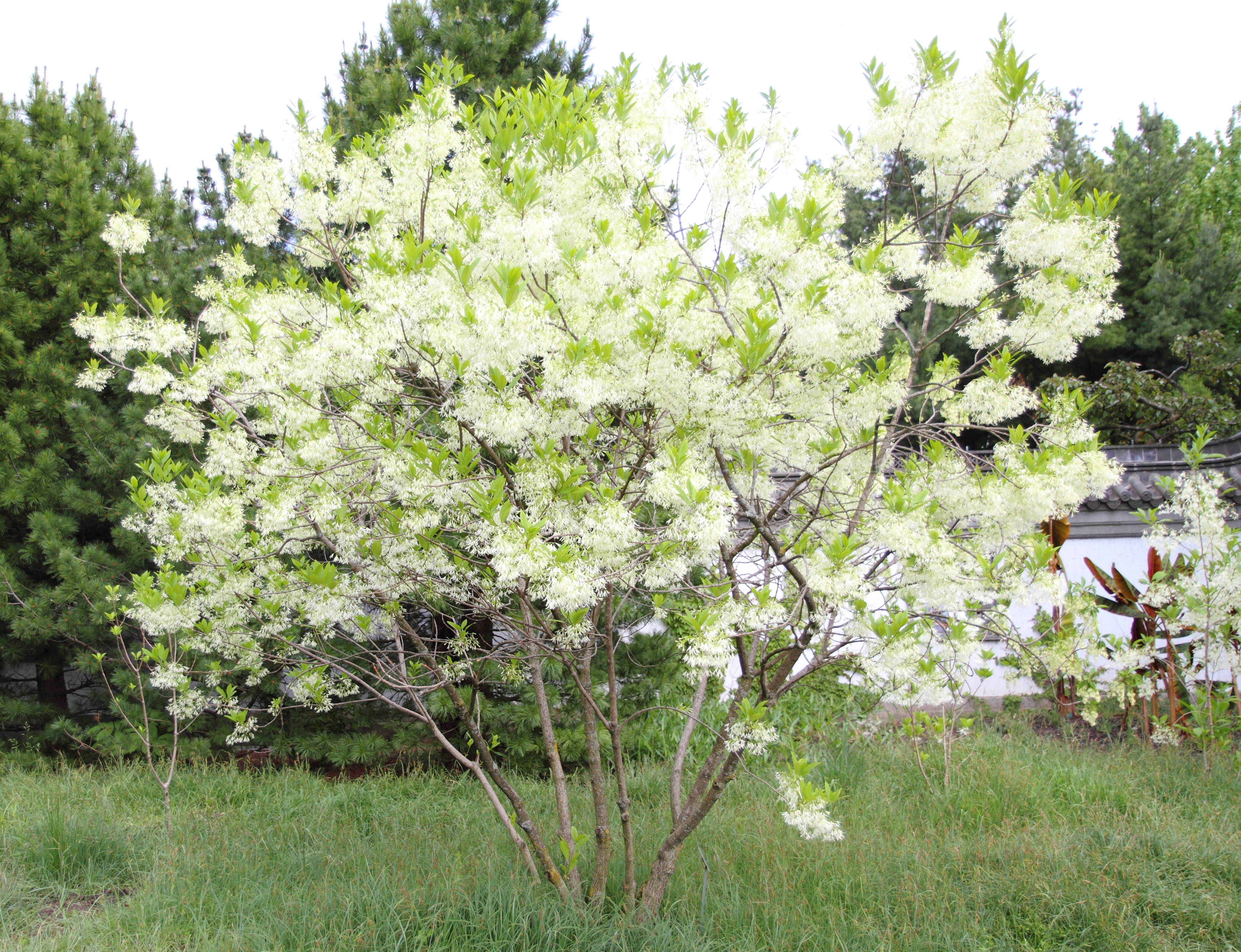
Több törzsű példány